# 永靖镇
永靖镇，是中华人民共和国贵州省貴陽市息烽县下辖的一个乡镇级行政单位。2020年5月14日，调整永靖镇部分行政区划，将新华居委会、希望居委会、北门居委会、龙腾居委会、南门居委会、东门居委会、西门居委会、云环居委会、露萍居委会、永红村、南门村、龙爪村、下阳朗村、阳朗村、猫洞村、老街村、硬寨村、立碑村成立永阳街道。

## 行政区划
永靖镇下辖以下地区：
北门社区、南门社区、铁路新村社区、永红村、红旗村、南门村、龙爪村、梨安村、老街村、阳朗村、猫洞村、下洪马村、上洪马村、联丰村、硬寨村、下阳朗村、老厂村、雨洒村、安马村、新萝村、坪上村、河丰村、立碑村、后坝村、河坎村、管田村和马当田村。
2020年5月14日调整后，永靖镇辖团圆居委会、后坝村、红旗村、坪上村、新萝村、梨安村、安马村、老厂村、河坎村、雨洒村、马当田村、管田村、联丰村、上洪马村、下洪马村、河丰村。

## 交通
- 渝贵铁路、川黔铁路：息烽站